# Cantone di Ceyzériat
Il Cantone di Ceyzériat è una divisione amministrativa dell'arrondissement di Bourg-en-Bresse.
A seguito della riforma approvata con decreto del 13 febbraio 2014, che ha avuto attuazione dopo le elezioni dipartimentali del 2015, è passato da 11 a 22 comuni.

## Composizione
Gli 11 comuni facenti parte prima della riforma del 2014 erano:
- Ceyzériat
- Cize
- Drom
- Grand-Corent
- Hautecourt-Romanèche
- Jasseron
- Bohas-Meyriat-Rignat
- Ramasse
- Revonnas
- Simandre-sur-Suran
- Villereversure

Dal 2015 i comuni appartenenti al cantone sono i seguenti 22:
- Certines
- Ceyzériat
- Chalamont
- Châtenay
- Châtillon-la-Palud
- Crans
- Dompierre-sur-Veyle
- Druillat
- Journans
- Lent
- Montagnat
- Le Plantay
- Revonnas
- Saint-André-sur-Vieux-Jonc
- Saint-Just
- Saint-Martin-du-Mont
- Saint-Nizier-le-Désert
- Servas
- Tossiat
- La Tranclière
- Versailleux
- Villette-sur-Ain